# 시흥하늘휴게소

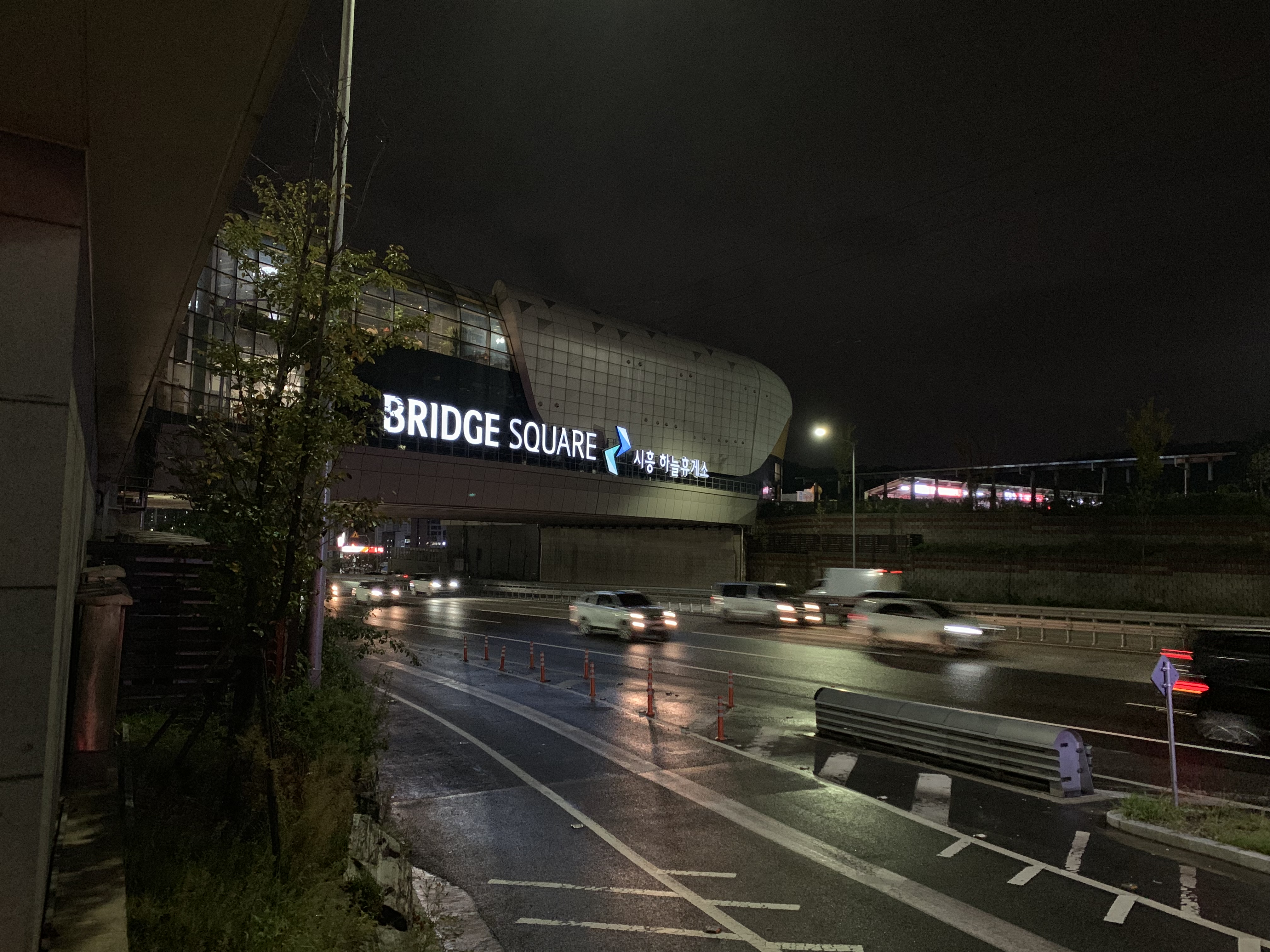
시흥하늘휴게소

시흥하늘휴게소(始興하늘休憩所, Siheung haneul Service Area)는 경기도 시흥시 수도권제1순환고속도로 105에 위치한 수도권제1순환고속도로의 고속도로 휴게소이자 대한민국에서 최초로 본선 상공에 건설된 상공형 고속도로 휴게소이다. 양방향 모두 휴게소가 통합형으로 존재한다. 2017년 11월 12일에 신설 개장하였다. 건설 당시 가칭은 시흥휴게소였다. 다른 명칭으로는 브릿지스퀘어(Bridge Square)라고 불리고 있다.

## 연혁
- 2012년 12월 27일 : 2014년까지 시흥 본선상공형 휴게소 신설 공사를 위해 경기도 시흥시 조남동 1.23km 구간 도로구역 변경[2]
- 2017년 11월 12일 : 휴게소 신설 개장과 함께 시흥하늘휴게소로 영업 개시[3][4][5]

## 시설
- 브랜드매장 : 휴테크, 카페드롭탑, 본설렁탕, 포베이
- 정유소, LPG 충전소 : SK에너지
- 경정비소 : 있음
- 화물휴게소 : 없음

### 버스 정류소
2017년 11월 27일부터 공항버스 5000번, 경기순환버스 8106번이 정차하기 시작하였다. 2018년 4월 14일부터 인강여객의 광역버스인 9100번, 9200번, 9201번 등이 정차하기 시작하였다.
| 노선 번호 | 운행업체 | 운행구간           | 운행구간 | 운행구간       | 운행구간 | 운행구간      | 경유지 | 배차         | 비고         |
| --------- | -------- | ------------------ | -------- | -------------- | -------- | ------------- | --- | ------------ | ------------ |
| 5000      | 경기고속 | 판교(운중동차고지) | ↔        | 시흥하늘휴게소 | ↔        | 인천국제공항  | 운중동행정복지센터, 판교박물관, SK플래닛, 벌말육교, 판교역                                                             | 60~80분 14회 | 공항버스     |
| 8106      | 경기고속 | 분당(오리역)       | ↔        | 시흥하늘휴게소 | ↔        | 상동역·송내역 | 미금역, 정자역, 수내역, 이매촌한신, 판교역, 청계영업소 시흥영업소, 부천터미널 소풍, 하얀마을, 복사골문화센터, 반달마을 | 10~20분      | 경기순환버스 |
| 9100      | 인강여객 | 숭의역             | ↔        | 시흥하늘휴게소 | ↔        | 강남역        | 제물포역, 석바위, 인천시청, 만수역, 남동구청역 서초역, 양재역, 시민의숲                                                | 9~23분       |              |
| 9200      | 인강여객 | 송도유원지         | ↔        | 시흥하늘휴게소 | ↔        | 강남역        | 인하대역, 학익시장, 신동아아파트 서초역, 양재역, 시민의숲                                                              | 6~16분       |              |
| 9201      | 인강여객 | 청학동             | ↔        | 시흥하늘휴게소 | ↔        | 강남역        | 연수구청, 동막역, 캠퍼스타운역, 연세대학교(국제) 서초역, 양재역, 시민의숲                                              | 9~23분       |              |

## 전후
고양 방향
- 도리 분기점 ← 시흥하늘휴게소 ← 조남 분기점
- 서하남휴게소 ← 시흥하늘휴게소 ← 의왕청계휴게소

성남 방향
- 도리 분기점 → 시흥하늘휴게소 → 조남 분기점
- 양주휴게소 → 시흥하늘휴게소 → 구리휴게소

## 같이 보기
- 내린천휴게소